# Волково (Личьовська волость)
Волково (рос. Волково) — присілок в Великолуцькому районі Псковської області Російської Федерації.
Населення становить 284 особи. Входить до складу муніципального утворення Личьовська волость.

## Історія
Від 2014 року входить до складу муніципального утворення Личьовська волость.

## Населення
| 2001 | 2002 | 2010 |
| ---- | ---- | ---- |
| 198  | ↗291 | ↘284 |